# Burg Rychmberk
Die Burg Rychmberk (deutsch Rychmberg, auch Richemberg) lag auf einem Felssporn über dem Tal des Liberský potok bei Liberk in Ostböhmen.

## Geschichte
Die Burg Rychmberk wurde Ende des 13. Jahrhunderts errichtet. Sie gehörte vermutlich zum Burgensystem der damaligen böhmischen Landesverteidigung. 1310 war sie im Besitz der Herren Rychmberk, einem Zweig des Adelsgeschlechts Kaunitz. Neben der Burg entwickelte sich das Dorf Liberk, dessen erstmalige Erwähnung ebenfalls 1310 erfolgte. 1358 verkauften die Brüder Dobeš und Oldřich von Rychmberk ihre Besitzungen an Čeněk Kruschina von Lichtenburg (Čeněk Krušina z Lichtenburka), der sie 1367 an Jan von Skuhrov weiterverkaufte. Im selben Jahr wurde neben der Burg eine hölzerne Kirche errichtet.
Zusammen mit Boček II. von Podiebrad erwarb 1387 Puta d. Ä. von Častolowitz Burg und Herrschaft Rychmberk. Da Puta d. Ä. Rychmberk 1396 seiner Ehefrau Anna von Teschen-Auschwitz überschrieb, muss es zu dieser Zeit in seinem alleinigen Besitz gewesen sein. Weil Putas Sohn Puta d. J. auf Seiten des Kaisers Sigismund stand, nahmen 1425 die Hussiten die Burg ein. 1440 erwarb Hynek Kruschina von Lichtenburg von Anna Kolditz, der Witwe des 1434 verstorbenen Puta d. J. dessen ehemalige Besitzungen, zu denen auch Rychmberk gehörte. Im selben Jahr eroberte Jan Kolda von Žampach die Burg und hielt sie besetzt.
Nach Hynek Kruschinas Tod 1454 verkaufte dessen Sohn Wilhelm die ererbten Güter an den späteren böhmischen König Georg von Podiebrad. Als Jan Kolda 1454–1457 im Dreizehnjährigen Krieg auf Seiten des polnischen Königs gegen den Deutschen Ritterorden kämpfte, nutzte Georg von Podiebrad die Gelegenheit, eroberte 1456 die ihm rechtmäßig zustehende Burg und inkorporierte sie seiner Herrschaft Lititz. 1458 ließ er die Burg Rychmberk schleifen. Beim Verkauf der Herrschaft Lititz 1495 an Wilhelm II. von Pernstein wird sie als wüst bezeichnet.